# Aurelio Robotti
Aurelio Robotti (27 maggio 1913 – 4 luglio 1994) è stato un ingegnere, docente universitario e pioniere dell'astronautica italiano.

## Biografia
Aurelio C. Robotti, tenente del Genio Aeronautico e docente del Politecnico di Torino, è stato uno dei pionieri delle attività spaziali in Italia, soprattutto nel campo della propulsione a liquido, che studiò a partire dalla fine degli anni quaranta.
Al mondo della ricerca missilistica Robotti si accostò già dal 1941, mentre era in servizio nel Genio Aeronautico. Lasciato il Genio nel 1949, fondò la Te.Co., e cominciò una serie di esperimenti con camere di combustione, fino all'avvio di un programma di sviluppo di missili, denominati AR, dalle sue iniziali. Nel 1950 progettò il missile teleguidato contraereo AR-1, ad ossigeno liquido ed alcol etilico. Studiò poi l'uso di altri propellenti, come acido nitrico ed anilina, sviluppando una quindicina di modelli.
Il 9 maggio del 1952 il suo AR-3, lanciato da Pian della Mussa, nel comune di Balme, nelle alte Valli di Lanzo, diventò il primo razzo italiano a combustibile liquido a volare con successo. Il missile si alzò per alcune centinaia di metri per poi scomparire dietro una collina, come raccontò poi lo stesso Robotti. Nel 1955 il ministero dell'Aeronautica assegnò alla Whitehead-Motofides (Fiat) una commessa per missili AR-15, sempre studiati da Robotti.
Robotti si occupò, nelle sue pubblicazioni ed articoli divulgativi, anche di propulsori elettrotermici, di vettori aviolanciati, dell'utilizzo dell'energia solare e dei vantaggi di una base lunare.
A lui è stato dedicato l'asteroide 9796 Robotti.

## Opere
- Aurelio C. Robotti, 1941-1961, venti anni di storia missilistica in Italia, Missili Edizioni Italiane, 1962
- Aurelio C. Robotti, Le vie dello spazio, Torino, ERI, 1962
- Aurelio C. Robotti, Missilistica e astronautica, Torino, UTET, 1964
- Aurelio C. Robotti, Fondamenti della locomozione nello spazio, Torino, UTET, 1966
- Aurelio C. Robotti, Impieghi dell'energia solare, Torino, UTET, 1976
- Aurelio C. Robotti, La conversione diretta dell'energia solare in elettricità, Torino, UTET, 1984